# Niotaze
Niotaze és una població dels Estats Units a l'estat de Kansas. Segons el cens del 2000 tenia 122 habitants.

## Demografia
Segons el cens del 2000, Niotaze tenia 122 habitants, 47 habitatges, i 32 famílies. La densitat de població era de 127,3 habitants/km².
Dels 47 habitatges en un 34% hi vivien nens de menys de 18 anys, en un 57,4% hi vivien parelles casades, en un 6,4% dones solteres, i en un 29,8% no eren unitats familiars. En el 29,8% dels habitatges hi vivien persones soles el 12,8% de les quals corresponia a persones de 65 anys o més que vivien soles. El nombre mitjà de persones vivint en cada habitatge era de 2,6 i el nombre mitjà de persones que vivien en cada família era de 3,24.
Per edats la població es repartia de la següent manera: un 30,3% tenia menys de 18 anys, un 6,6% entre 18 i 24, un 27% entre 25 i 44, un 21,3% de 45 a 60 i un 14,8% 65 anys o més.
L'edat mediana era de 36 anys. Per cada 100 dones de 18 o més anys hi havia 112,5 homes.
La renda mediana per habitatge era de 27.500 $ i la renda mediana per família de 27.679 $. Els homes tenien una renda mediana de 17.500 $ mentre que les dones 9.583 $. La renda per capita de la població era de 9.738 $. Entorn del 21,6% de les famílies i el 29% de la població estaven per davall del llindar de pobresa.

## Poblacions més properes
El següent diagrama mostra les poblacions més properes.